# Oxalis debilis
Oxalis debilis é uma espécie de planta com flor pertencente à família Oxalidaceae. 
A autoridade científica da espécie é Kunth, tendo sido publicada em Nova Genera et Species Plantarum (quarto ed.) 5: 236. 1821.
O seu nome comum é azedinha.

## Portugal
Trata-se de uma espécie presente no território português, nomeadamente em Portugal Continental, no Arquipélago dos Açores e no Arquipélago da Madeira.
Em termos de naturalidade é introduzida nas três regiões atrás referidas.

## Protecção
Não se encontra protegida por legislação portuguesa ou da Comunidade Europeia.